# Koen Geens
Pour les articles homonymes, voir Geens.
Koenraad Frans Julia Geens, dit Koen Geens, né le 22 janvier 1958 à Merksem, est un homme politique belge flamand. Il est ministre fédéral de la Justice de 2014 à 2020.

## Biographie
Koen Geens est avocat, professeur de droit des entreprises et de droit financier à la KU Leuven et cofondateur du cabinet d'avocats Eubelius, le plus grand cabinet indépendant de Belgique.
Il est chef de cabinet du ministre-président flamand Kris Peeters entre 2007 et 2009. En 2013, il devient le ministre des Finances du gouvernement Di Rupo, après la démission de Steven Vanackere qui a été déstabilisé à la suite d'une affaire compliquée d'accords commerciaux supposés entre l'Algemeen Christelijk Werknemersverbond (ACW), le mouvement ouvrier chrétien flamand et la banque Belfius,.
Lors de sa nomination en tant que ministre des finances, il est immédiatement critiqué à cause de son appartenance au bureau Eubelius qui a aidé l'ACW à effectuer des accords commerciaux avec Belfius, situation qui a amené Steven Vanackere à démissionner. Ce bureau a également participé à la liquidation d’Arco, également source de tensions politiques. Après sa désignation, il annonce qu’Eubelius ne représentera plus l'ACW et Arco.
Il avait été nommé par le gouvernement comme administrateur de BNP Paribas Fortis, mais cette fonction n'est pas compatible avec celle de ministre. Il est également l'une des personnes clés de « Vlaanderen in Actie » (la Flandre en Action), un projet des autorités flamandes envisageant de faire de la Flandre une des régions les plus dynamiques de l'Europe du futur.
Il est membre du département des sciences humaines de l'Académie royale flamande de Belgique des sciences et des arts et de l'Academia Europaea. Il est également président du conseil d'administration de la haute école Thomas More. En 2009, il est candidat à la succession de Marc Vervenne comme recteur de la Katholieke Universiteit Leuven, mais c'est son rival Mark Waer qui est élu.
Lors des élections fédérales du 25 mai 2014, il se présente dans la circonscription du Brabant flamand et est élu avec plus de 45 000 voix de préférence. Il devient alors ministre de la Justice, le 11 octobre 2014, au sein du gouvernement Michel. Après les attentats du 22 mars 2016 à Bruxelles, Koens Geens présente sa démission qui est refusée par Charles Michel.
Le 31 janvier 2020, il est chargé par le roi « de prendre les initiatives nécessaires permettant la mise en place d’un gouvernement de plein exercice » en consultant tous les partis, PS et N-VA compris. Le 14 février suivant, il reconnaît son échec et renonce à sa mission.

## Décoration
- Commandeur de l'ordre de Léopold (2019)[8].

## Source
- (nl) Cet article est partiellement ou en totalité issu de l’article de Wikipédia en néerlandais intitulé « Koen Geens » (voir la liste des auteurs).